# Бекер, Алан
А́лан Бе́кер (англ. Alan Becker; род. 18 мая 1989, Дублин, Огайо, США) — американский онлайн аниматор, актёр и ютубер. Получил популярность после создания анимационного веб-сериала «Animator vs. Animation», а также после короткометражек («AVA Shorts»), спин-оффов «Animation vs. Minecraft» (и короткометражек «AVM Shorts») и т. д.

## Биография

### Ранние годы и образование
Родился 18 мая 1989 года в Дублине, штат Огайо. С детства был поклонником анимаций, источниками вдохновения для последующего выпуска «Animator vs. Animation» для него стали «Looney Tunes» (1953), «Duck Amuck» (1953), адаптация «Harold and the Purple Crayon» (1959) и прочие флеш-анимации. Родился и рос в семье, которая имела лишь один компьютер, который использовали 5 человек, включая Алана. Он начал экспериментировать с пиксельной графикой в 2001 году.
Учился в Колледже Искусств и Дизайна города Колумбуса. После перехода на домашнее обучение, в 2005 году школа предоставила ему ноутбук Acer TravelMate и использовал его для создания анимаций с помощью программы Macromedia Flash (позже — Adobe Flash; ныне — Adobe Animate).

### Карьера
Его первая официальная анимация под названием «Pink Army» была опубликована на Newgrounds в 2004 году.
3 июня 2006 года Алан Бекер выложил на сайт Newgrounds свою вторую анимацию с названием «Animator vs. Animation» (с англ. — «Аниматор против Анимации»), где она быстро стала вирусной. По словам Бекера, компания без названия предложила ему 75 долларов за «эксклюзивные права» на «Animator vs. Animation», однако Алан отказался, прислушавшись к совету Стивена Лернера, владельца AlbinoBlacksheep. Однажды Алан обнаружил, что его анимация была загружена на сайт eBaum's World без разрешения. Сайт предложил ему 250 долларов за оставление анимации на хостинге, при этом аниматор сохраняет за собой все права на работу. Алан принял это, но после обсуждения со Стивеном вернул деньги, отправив официальную претензию с требованием удалить анимацию с сайта.
25 июля 2006 года создал одноимённый YouTube-канал с названием «Alan Becker».
Компания «Atom Films» убедила и профинансировала Алана Бекера создать продолжение «Animator vs. Animation», после успеха первой части. Поэтому, в 2007 году он создал сиквел с названием «Animator vs. Animation II» (с англ. — «Аниматор против Анимации II»). После выхода продолжения, 14-летний Чарльз Йе предложил создать онлайн-игру по мотивам анимации, и Бекер согласился сотрудничать.
В 2011 году вышло продолжение ко второй части «Animator vs. Animation», под названием «Animator vs. Animation III». Бекер заявил, что хотел, чтобы эта часть была последней, и что он хотел убедиться, что из этого не выйдет никакого продолжения, закончив серию анимаций синим экраном смерти. Несмотря на это, он заявил, что его учитель по анимации Томас Ричнер вдохновил его продолжить работу на YouTube, после того, как его стажировка в Pixar была отклонена на два года. Четвёртая анимация «Animator vs. Animation IV» получила более 11 тыс. долларов в краудфандинге на Kickstarter.
Алан Бекер также создавал анимации, связанные с компьютерной игрой Minecraft, например: «Animation vs. Minecraft», и сервер по мотивам мультфильма «Мой сосед Тоторо» от студии Studio Ghibli.
Алан также создал серию видеороликов «How-To», касающихся анимации, основанных на «12 основных принципах анимации», которые были загружены на его вторичный YouTube-канал «Alan Becker Tutorials».
21 ноября 2017 года Бекер объявил, что работает вместе с компанией Insanity Games над созданием карточной игры, основанной на его анимациях. Игра была готова в мае 2018 года.
С 18 ноября 2017 года, Алан начал рисовать и публиковать короткие серии «Animation vs. Minecraft» (AVM Shorts), после того, как полнометражка «Animation vs. Minecraft» получило большое количество положительных отзывов от зрителей.
29 октября 2019 года присоединился к #TeamTrees, а 30 октября выложил анимацию для сбора средств на высадку деревьев, назвав её «Blue’s New Superpower» (с англ. — «Новая Суперсила Синего»). Оно собрало для организации 5,1 тыс. долларов.
В 2020 году на канале Алана вышла пятая часть «Animator vs. Animation», в которой связаны прошлые серии из цикла «Animator vs. Animation Shorts».
24 июня 2023 года Бекер выпустил анимационный ролик под названием «Animation vs. Math». По состоянию на 27 марта 2025 года ролик набрал более 84 миллионов просмотров. С тех пор Беккер выпустил ещё несколько анимационных роликов на тему STEM, в том числе «Animation vs. Physics», «Animation vs. Geometry» и «Animation vs. Coding». Математик из Оксфордского университета Том Кроуфорд создал аналитическое видео для игр «Animation vs. Math» и «Animation vs. Geometry».
16 августа 2023 на канале Алана был запущена прямая трансляция «Alan Becker TV - 24/7 Livestream», где в эфире круглосуточно проигрываются все анимации «Animator vs. Animation».
26 марта 2025 года Бекер объявил о запуске ещё одного краудфандингового проекта для грядущего файтинга под названием «Animation VERSUS», выход которого запланирован на июнь 2028 года.
По состоянию на январь 2024 года YouTube-канал Алана приносит от 158 тысяч до 1 миллиона долларов в месяц с помощью AdSense.

## Награды и премии
В 2007 году анимация Алана «Animator vs. Animation II» выиграла в номинации «Народный выбор», от премии Webby Awards.
В 2024 году Беккер получил премию IMI и 50 000 долларов от Независимой медиа-инициативы (IMI) за свою работу «Animation vs. Math».